# Petr Cinibulk
Petr Cinibulk (* 27. května 1952) je český hokejový činovník (funkcionář), bývalý lední hokejista a prvoligový fotbalový útočník. Věnoval se také komunální politice.
Před rokem 1996 byl předsedou odboru ledního hokeje v TJ Bižuterie Jablonec nad Nisou, od téhož roku byl předsedou HC Vlci Jablonec nad Nisou (skončil v roce 2019).

## Hráčská kariéra
V československé lize hrál za LIAZ Jablonec, aniž by skóroval. Tamtéž nastupoval v nižších soutěžích.

### Prvoligová bilance
| Ročník             | Zápasy | Góly | Minuty | Klub          |
| ------------------ | ------ | ---- | ------ | ------------- |
| I. liga 1974/75    | 5      | 0    | 124    | LIAZ Jablonec |
| I. liga 1975/76    | 4      | 0    | 228    | LIAZ Jablonec |
| CELKEM I. ČS. LIGA | 9      | 0    | 352    |               |